# Airbus CC-150 Polaris
Airbus CC-150 Polaris é a designação do Airbus A310-300 civil que foi convertido em uma aeronave militar multipropósito de longo alcance para transporte de passageiros, transporte de cargas, evacuações médicas e reabastecimento aéreo utilizado pela Real Força Aérea Canadiana.
A aeronave de numeração 15001 foi modificada para transporte executivo VIP do Governo do Canadá. As outras quatro das cinco aeronaves, numeradas de 15002 até 15005, foram convertidas em aeronaves combinadas.

## Design e desenvolvimento
As cinco aeronaves Airbus que compõem a frota eram originalmente aviões civis adquiridos e operados pela Wardair. Se tornaram propriedade da Canadian Airlines quando as duas companhias aéreas se fundiram em 1989. As aeronaves foram posteriormente vendidas às Forças Armadas Canadenses e convertidas para uso militar, entrando em serviço entre dezembro de 1992 e agosto de 1993.
Quatro das cinco aeronaves foram convertidas para o padrão combi-freighter (aeronave combinada), com piso reforçado e porta de carga de abertura lateral. A quinta foi modificada para transporte executivo VIP do governo.
O CC-150 veio a substituir o Boeing CC-137 (Boeing 707 convertido) a fim de ser a nova aeronave estratégica de transporte quando estes foram aposentados em 1997.

### Conversão para aeronave tanque

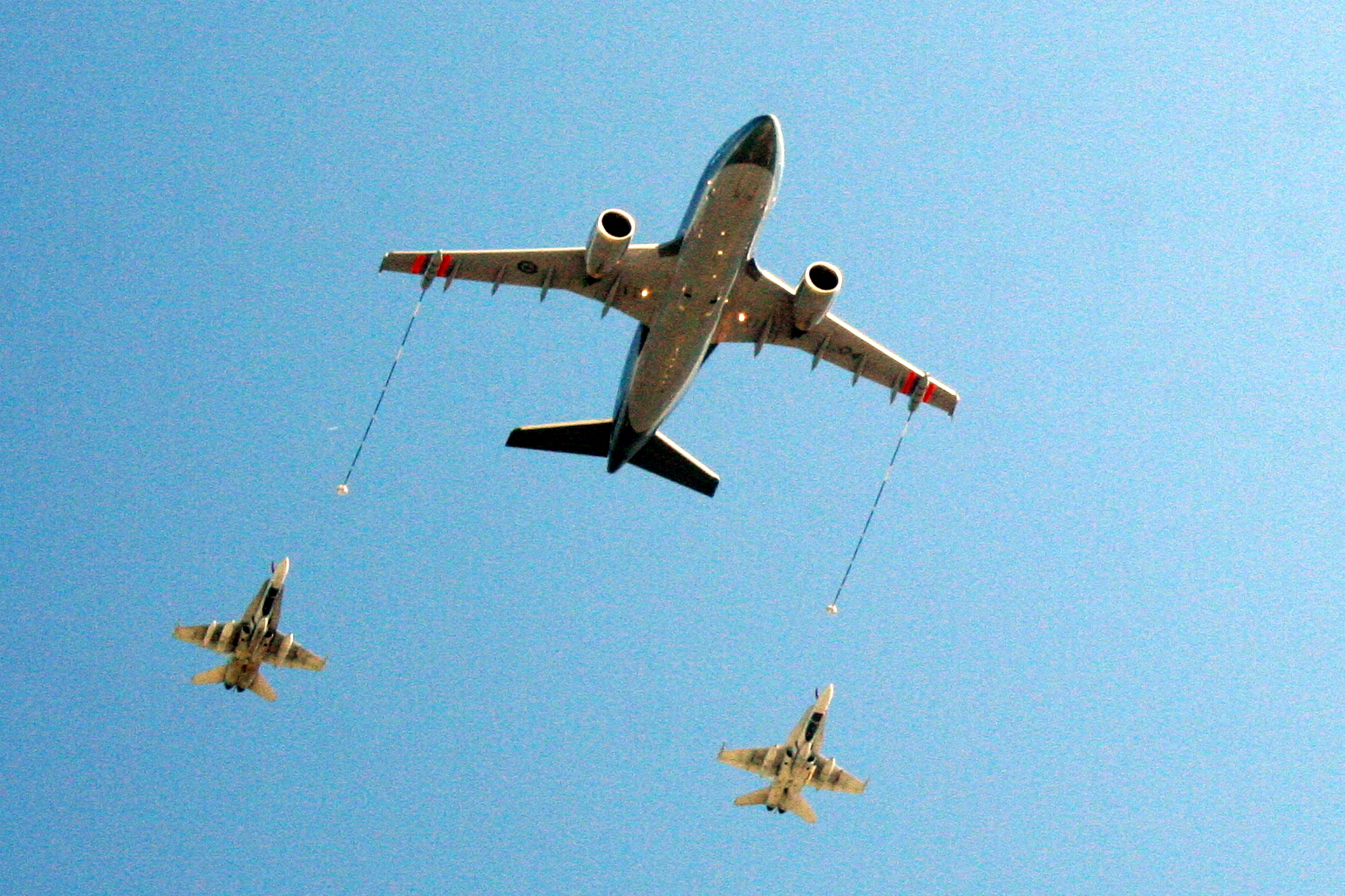
CC-150T prestes a reabastecer dois CF-18

Em 2008, dois dos cinco CC-150 foram convertidos em aviões-tanque de reabastecimento ar-ar, como parte do programa Mult Role Tanker Transport (MRTT), para assistir a nova frota de aviões CF-18. Os aviões tanque Polaris são capazes realizar um voo de balsa de até quatro CF-18 Hornets sem escalas através do Oceano Atlântico, descarregando até 36.300kg de combustível para a aeronave receptora em um trecho de 2 500 m.n. (4 630 km). O programa MRTT foi iniciado devido a uma exigência da Força Aérea Alemã e ofereceu uma solução econômica para as Forças Canadenses. As aeronaves convertidas foram designadas CC-150T.
O primeiro CC-150T concluiu seus testes em maio de 2008.

## Histórico operacional
O Polaris é classificado como um avião de transporte estratégico pela Força Aérea Real Canadense. Como avião-tanque, o CC-150T tem capacidade de combustível semelhante à do KC-135, isto é, aproximadamente 90.700kg. Contudo, é mais flexível devido à cabine ampla, oferecendo boa capacidade para carga, transporte de tropas, transporte de VIPs ou outros usos, mas carece de capacidade para carga de grandes dimensões e capacidade para operar em locais austeros. As Forças Armadas Canadenses dependem de outras aeronaves de carga pesada (como o C-17 Globemaster) para esses tipos de operações.
Os cinco CC-150 são operados pelo 437 Transport Squadron de Trenton, Ontário. Eles serviram em iniciativas das Nações Unidas, da Cruz Vermelha e da OTAN, incluindo operações no Afeganistão.
Em 2011, dois aviões de reabastecimento aéreo CC-150T foram mobilizados para dar suporte aos caças canadenses CF-18 que reforçavam a zona de exclusão aérea sobre a Líbia, sob a Operação MOBILE e a Operação Protetor Unificado.
A princípio, a compra dos aviões da Canadian Airlines pelo Governo Canadense em 1992 incluiu um contrato de suporte para a manutenção da aeronave por um número fixo de horas de voo. A Air Canada adquiriu o contrato de serviço do CC-150 ao adquirir a Canadian Airlines em 2000 e, por meio de uma série de reestruturações corporativas subsequentes, gerou o contrato de serviço do CC-150 para a Air Canada Technical Services e, posteriormente, para a Aveos Fleet Performance. Após a falência da Aveos Fleet Performance em março de 2012, o Governo do Canadá concedeu um contrato provisório de um ano à L-3 Communications para dar suporte à frota de aeronaves CC-150 até que o Canadá pudesse conceder um contrato de manutenção de aeronaves de longo prazo por meio de um processo de licitação competitivo.
Em 22 de julho de 2023, o CC-150 15003 sofreu danos graves na cauda em uma colisão com um Airbus A400M da Força Aérea Francesa estacionado nas proximidades. Em novembro de 2023, a Força Aérea Real Canadense decidiu desmantelar a aeronave em Guam, onde estava estacionada desde o acidente. Os custos de reparo foram estimados entre US$ 7,9 milhões e US$ 28,5 milhões.

## Uso como transporte VIP
O indicativo de chamada do CC-150 configurado para VIP é conhecido oficialmente como CAN Force One. A decisão de utilizar um dos cinco CC-150 como transporte VIP destinado ao Primeiro-Ministro do Canadá, tomada durante o mandato de Brian Mulroney, foi politicamente controversa. Os US$ 56 milhões em melhorias (US$ 3 milhões foram para um compartimento privativo com sala de jantar, área de entretenimento, camas dobráveis e chuveiro) foram criticados como uma extravagância desnecessária durante um período de desafios orçamentários do governo pelo então líder da oposição Jean Chrétien, que rotulou a aeronave de "Taj Mahal voador". Chrétien tornou-se primeiro-ministro logo depois e tentou, sem sucesso, vender a aeronave; recusou-se a usar o CC-150 durante os 11 anos seguintes no cargo. O interior foi reduzido para uma cabine VIP menor e menos luxuosa, e a aeronave oferecia capacidade de comunicação limitada.
Reformas subsequentes e o uso como transporte de tropas resultaram na degradação de muitas das comodidades VIP. O CC-150 voltou a ser usado como transporte oficial do primeiro-ministro Paul Martin em 2004.

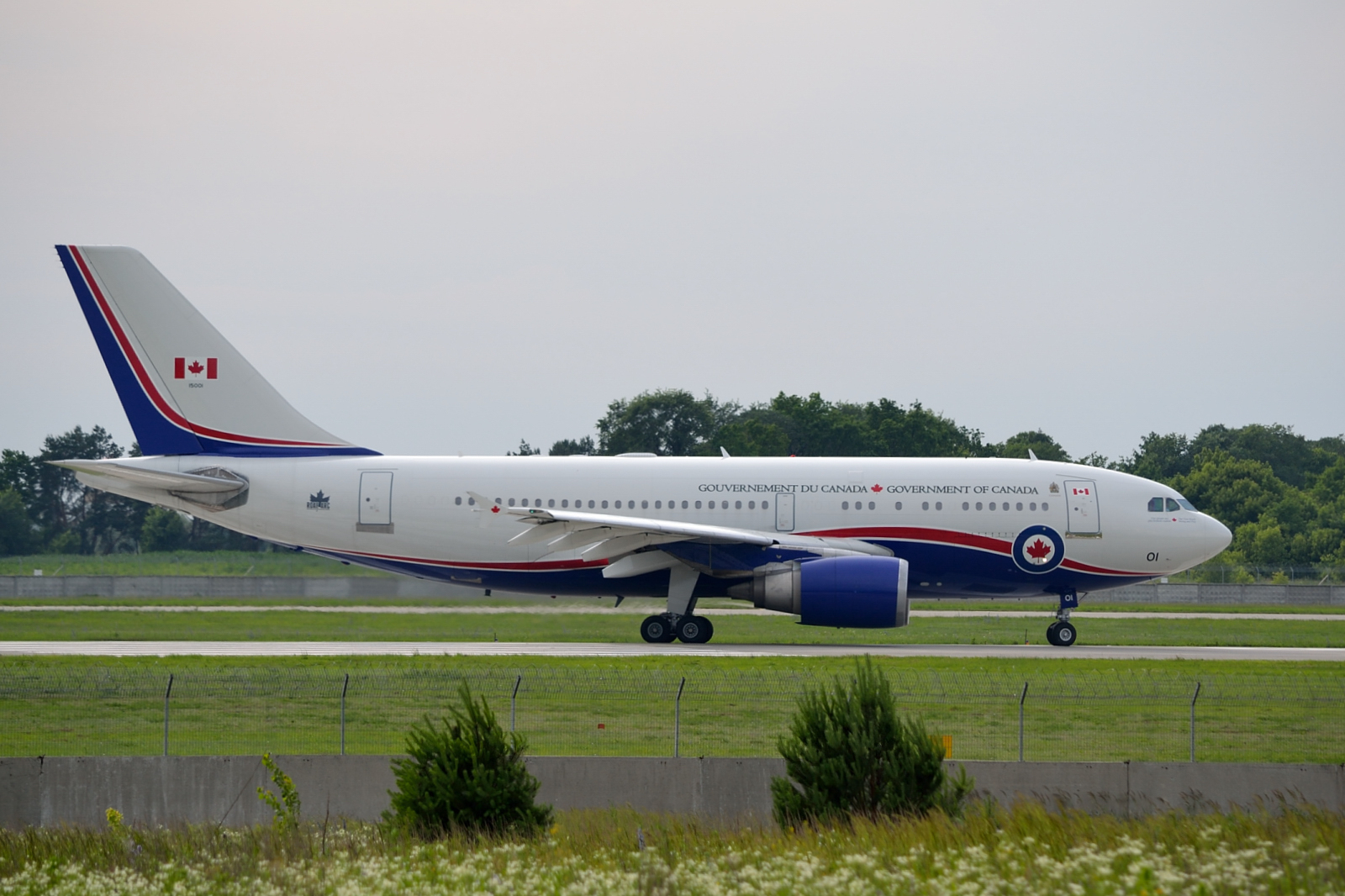
CC-150 Polaris com sua pintura única (2014)

Em 2011, descobriu-se que, desde o início de 2009, o gabinete do primeiro-ministro Stephen Harper havia solicitado repetidamente que o CC-150 VIP fosse repintado, do esquema de pintura militar que ele compartilhava com os outros CC-150 para um esquema de pintura especializado. O Departamento de Defesa Nacional, incluindo o Ministro Peter MacKay, resistiu a esse pedido, apontando que era contrário à sua natureza multifuncional e comprometeria o potencial da aeronave de transportar pessoal com segurança para uma zona de combate. Em 2013, o CC-150 com configuração VIP foi repintado durante uma manutenção programada, a um custo de US$ 50.000. O novo esquema, predominantemente branco com quantidades significativas de azul e menores de vermelho, foi criticado por políticos da oposição, que alegaram que a repintura tinha como objetivo dar destaque à cor azul tradicional do então governante Partido Conservador do Canadá.
Nos anos posteriores ocorreram diversos problemas mecânicos. Em outubro de 2016, um problema com o flap forçou a aeronave a retornar a Ottawa 30 minutos após a decolagem, enquanto Trudeau estava a caminho da Bélgica para assinar o acordo de livre comércio entre Canadá e Europa. Em março de 2018, a viagem do primeiro-ministro Trudeau à Índia foi adiada devido a um problema mecânico durante uma parada para reabastecimento em Roma.
Em dezembro de 2019, o CC-150 VIP sofreu danos estruturais significativos no nariz e na carenagem do motor direito. Enquanto estava sendo rebocado por pessoal contratado na Base Aérea de Trenton, ele bateu na parede traseira de um hangar. A aeronave estava programada para permanecer fora de serviço até agosto de 2020, mas o aterramento foi prorrogado devido aos efeitos da pandemia de COVID-19.
Em setembro de 2023, o retorno de Trudeau da cúpula do G20 na Índia foi adiado devido a "problemas técnicos" com a aeronave. Outro CC-150 foi enviado da Base Aérea de Trenton para buscar Trudeau.

## Substituição da frota
Em 2021, o Governo do Canadá iniciou o processo para substituição de todas as cinco aeronaves CC-150 Polaris. A licitação de substituição deverá custar US$ 5 bilhões. Os primeiros candidatos à licitação incluíam o Airbus A330 MRTT e o Boeing KC-46, tendo a Boeing desistido em um segundo momento. Em 14 de julho de 2022, o Canadá anunciou que finalizou um contrato para adquirir duas aeronaves A330-200 como as duas primeiras aeronaves da Força Aérea Real Canadense que fornecerão uma função estratégica de transporte e reabastecimento ar-ar como parte do novo projeto Strategic Tanker Transport Capability. As duas aeronaves A330 são antigas aeronaves civis de propriedade da International Airfinance Corporation. A nova frota incluirá quatro aeronaves novas e cinco usadas que estão sendo equipadas para apresentar os mesmos recursos dos CC-150 Polaris.